# Samuel Anderson
Samuel Anderson (Birmingham, 1982) es un actor inglés, más conocido por interpretar al oficial de policía Ross Kirk en la serie de la ITV Emmerdale entre 2007 y 2008, y a Danny Pink en Doctor Who en 2014.

## Biografía
Asistió a la "Academy of Live and Recorded Arts en Londres" 

## Carrera
Fue el primer intérprete del papel de Crowther en la producción de 2004 del Royal National Theatre de The History Boys de Alan Bennett, y después hizo el mismo papel en Broadway, Sídney, Wellington y Hong Kong, así como en las versiones radiofónica y cinematográfica.
En televisión, Anderson ha aparecido en Hex, para Sky One, en 2004, y en Totally Frank para Channel 4 entre 2006 y 2007.
En 2007, Anderson apareció en la comedia de BBC Three ganadora de un BAFTA Gavin & Stacey, interpretando al personaje recurrente Fingers. Hizo otra aparición en el programa en 2009. También ha aparecido en el telefilme cómico de BBC Four Stuck, y ha hecho varias apariciones como invitado en Doctors y Casualty, en BBC One.
Desde octubre de 2007, Anderson apareció en la serie de ITV1 Emmerdale como Ross Kirk, un primo del personaje de larga duración Paddy Kirk (Dominic Brunt). La elección se anunció en septiembre de 2007, cuando Anderson dijo que era "genial" unirse a "un programa de tanto éxito". La productora de Emmerdale, Kathleen Beedles dijo que Anderson era "una fantástica incorporación al reparto". Anderson permaneció como personaje regular hasta enero de 2009.
En febrero de 2014, se anunció que Anderson aparecerá en la octava temporada de la serie Doctor Who, interpretando a Danny Pink, un profesor en la Coal Hill School, junto a Peter Capaldi y Jenna Coleman.